# Stilobezzia rutshuruensis
Stilobezzia rutshuruensis är en tvåvingeart som beskrevs av Clastrier 1986. Stilobezzia rutshuruensis ingår i släktet Stilobezzia och familjen svidknott.
Artens utbredningsområde är Kongo. Inga underarter finns listade i Catalogue of Life.